# Great Southern

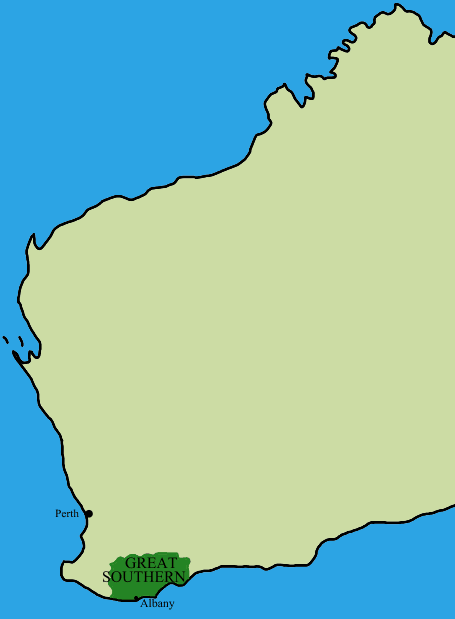
Ubicación de la región de Great Southern

La región de Great Southern es una de las de nueve regiones del estado australiano de Australia Occidental.
Oficialmente comprende las áreas de gobierno locales de Albany, Broomehill-Tambellup, Cranbrook, Denmark, Gnowagerup, Jerramungup, Katanning, Kent, Kojonup, Plantagenet y Woodanilling. La región se extiendo por un territorio de 39.007 km² y tiene una población de 54.000 habitantes. Su centro administrativo es la histórica ciudad portuaria de Albany. La región cuenta con un clima mediterráneo, con veranos calientes y secos e inviernos templados y húmedos.
La economía de Great Southern está dominada por la ganadería y la agricultura. Cuenta con uno de los suelos más productivos en cuanto granos y pastizales para ganado en el estado, y es un importante centro de producción de lana y cordero. Albany es un importante centro pesquero.
La costa del Great Southern, que tiene veranos más templados que otras áreas en la costa oeste australiana, también es un destino popular para turistas, pescadores y surfistas. Por Albany pasa el río Kalgan, el cual se asocia con vapores de rueda, entre 1918 y 1935 con el Silver Star que bajaba su chimenea para poder pasar por debajo de un río, y actualmente el Kalgan Queen, que baja su techo para poder pasar por debajo del mismo puente.
El pueblo Noongar ha habitado la región por decenas de miles de años. El asentamiento europeo en la región comenzó con el establecimiento de una base militar británica de carácter temporal, comandada por el Mayor Edmund Lockyer en el estrecho del Rey Jorge (Albany) el día de Navidad en 1826. Por esta razón es que Albany es considerado como el asentamiento europeo más antiguo de Australia Occidental.